# 南方鮨麗魚
南方鮨麗魚，為輻鰭魚綱鱸形目隆頭魚亞目慈鯛科的其中一種，被IUCN列為瀕危保育類動物，分布於非洲南非Incomati河、林波波河、莫三比克Mgobezeleni湖等流域，體長可達37公分，棲息在流動緩慢或靜止的水域，屬肉食性，以魚類及無脊椎動物為食，受到水質汙染、侵入性水生植物影響造成族群消失。

## 擴展閱讀
維基物種上的相關：南方鮨麗魚